# Mariano Gago (baloncestista)
Mariano Gago (Berazategui, Buenos Aires, 6 de abril de 2001) es un baloncestista argentino que se desempeña como base en Racing Club de La Liga Argentina. Es hermano del también baloncestista Facundo Gago.

## Trayectoria

### Clubes
| Club        | País      | Año             |
| ----------- | --------- | --------------- |
| San Lorenzo | Argentina | 2020 - 2021     |
| Lanús       | Argentina | 2021 - 2025     |
| Racing      | Argentina | 2025 - Presente |